# Курахский сельсовет
Курахский сельсовет  — административно-территориальная единица и муниципальное образование со статусом сельского поселения в Курахском районе Дагестана Российской Федерации.
Административный центр — село Курах.

## Население
| 2002  | 2010  | 2012  | 2013  | 2014  | 2015  | 2016  |
| ----- | ----- | ----- | ----- | ----- | ----- | ----- |
| 3503  | ↗3588 | ↗3591 | ↗3593 | ↗3596 | ↘3590 | ↘3583 |
| 2017  | 2018  | 2019  | 2020  | 2021  | 2023  | 2024  |
| ↘3580 | ↗3602 | ↘3568 | ↘3558 | ↗3621 | ↗3637 | ↗3671 |
| 2025  |       |       |       |       |       |       |
| ↘3646 |       |       |       |       |       |       |

## Состав
| № | Населённый пункт | Тип населённого пункта       | Население |
| - | ---------------- | ---------------------------- | --------- |
| 1 | Курах            | село, административный центр | ↗3444     |
| 2 | Хюрехюр          | село                         | ↘177      |